# Harold Garfinkel
Harold Garfinkel (29. října 1917 Newark, New Jersey, USA – 21. dubna 2011 Los Angeles, Kalifornie, USA) byl americký sociolog, zakladatel etnometodologie a představitel fenomenologické školy v sociologii.
Etnometodologie se zabývá studiem metod, kterými se lidé snaží pochopit smysl toho, co druzí dělají a zejména toho, co říkají. Zaměřuje se na široké pole společenských jevů, od sekvenční analýzy rozhovoru (konverzační analýza) přes studium praktik sociální kategorizace až po zkoumání pracovních aktivit a zvyklostí.

## Život
Harold Garfinkel se narodil 29. října 1917 v rodině obchodníka s nábytkem v Newarku ve státě New Jersey. Zde prožil i celé své dětství. Během studia účetnictví na University of Newark (1935–1939) se Garfinkel začal stále více zajímat o sociologii a v roce 1939 se rozhodl studovat sociologii na University of North Carolina. Během války byl povolán do armády. Po jejím skončení zahájil v roce 1946 doktorské studium u významného sociologa Talcotta Parsonse na Harvard University, kde v roce 1952 získal titul PhD. Nejprve učil dva roky na Princeton University a poté se stal profesorem na University of California, kde se začal systematicky věnovat své myšlence etnometodologie. Po oficiálním odchodu na odpočinek v roce 1987 pracoval Harold Garfinkel i nadále jako emeritní profesor sociologie. Byl držitelem ceny "Cooley-Mead Award", kterou mu v roce 1995 udělila American Sociological Association, a v roce 1996 získal čestný doktorát na University of Nottingham.
Harold Garfinkel byl ženatý s Arlene Steinback. Z manželství pocházejí dvě děti, Leah Hertz a Mark Garfinkel.
Za svého života vydal Harold Garfinkel celou řadu odborných knih, věnoval se ale i beletrii. Jeho nejznámějším dílem je „Studies in Ethnomethodology“, které bylo poprvé publikováno v roce 1967.
Harold Garfinkel zemřel 21. dubna 2011 v Los Angeles.

## Etnometodologie podle Garfinkela
Pojem etnometodologie poprvé definoval Harold Garfinkel v roce 1967 ve svém díle „Studies in Ethnomethodology“. Vycházel přitom ze symbolického interakcionismu George Herberta Meada a fenomenologie, tedy přesného zkoumání jevů z pohledu člověka samotného. Etnometodologie představuje praktickou sociologickou metodu, která zkoumá každodenní socialní interakce mezi lidmi a komunikační procesy. Zabývá se tedy metodami, podle kterých lidé každodenně jednají a které používají k tomu, aby dokázali interpretovat jednaní a slova těch druhých. Podle Garfinkela si lidé tyto metody nevybírají náhodně, nýbrž aplikují metody, které se ve společnosti již v minulosti uplatnily. Garfinkel zastával názor, že se určité metody sociální interakce mohou či dokonce musí považovat za samozřejmé, jinak by sociální interakce nebyla vůbec možná. Tyto samozřemé metody dávají každodennímu životu lidí jistý společenský řád.
V rámci výzkumu prováděl Garfinkel například tzv.„krizové experimenty“ (breaching experiments). Jeho studenti měli za úkol v rámci konverzace nutit své příbuzné nebo kamarády, aby přesně specifikovali jejich všeobecné dotazy. Např. na otázku „Jak se máš?“ zněla jejich odpověď „Jak to myslíš? Pracovně? Duševně? Zdravotně?... atd.“. Studenti tak záměrně porušovali základní pravidla běžné sociální interakce za účelem zkoumání reakce testovaných osob. Garfinkel tvrdil, že to, co se běžně považuje za nepodstatný konvenční rozhovor, je ve skutečnosti základním článkem sociálního života, a proto jeho porušení vede k selhání konverzace a vztahů mezi lidmi.

## Garfinkelův pojem indexikality
Harold Garfinkel zastával názor, že k tomu, aby člověk pochopil smysl určité konverzace nebo činnosti, je nutné znát jejich sociální kontext, který ne vždy vyplývá ze samotných slov nebo jednání. Garfinkel nazval tento předpoklad pojmem indexikalita.

## Garfinkelův vliv na další výzkum
Z prací Harolda Garfinkela vycházeli další sociologové, například Gail Jefferson, Emanuel Schegloff a Harvey Sacks, při rozvoji konverzační analýzy (Conversation Analysis).

## Výběr z děl Harolda Garfinkela
- 1946 Color trouble. in Primer for white folks. Edited by B. Moon, 269–286. Garden City, NY: Doubleday Doran
- 1956 Conditions of successful degradation ceremonies. American Journal of Sociology 61: 420–424.
- 1956 Some sociological concepts and methods for psychiatrists. Psychiatric Research Reports 6: 181–198.
- 1963 A conception of, and experiments with, ‘trust’ as a condition of stable concerted actions. in Motivation and social interaction. Edited by O.J. Harvey, 187–238. New York: The Ronald Press
- 1967 Studies in ethnomethodology. Englewood Cliffs, NJ: Prentice-Hall
- 1967 Practical sociological reasoning: Some features in the work of the Los Angeles suicide prevention center. in Essays in self-destruction. Edited by E. Shneidman, 171–186. New York: Science House
- 1968 Discussion: The origin of the term ‘ethnomethodology’. in Proceedings of the Purdue Symposium on Ethnomethodology. Edited by R. Hill and K. Grittenden, 15–18. Institute Monograph Series #1
- 1970 (with Harvey Sacks) On formal structures of practical actions. in Theoretical sociology: Perspectives and developments. Edited by J. McKinney and E. Tiryakian, 337–366. New York: Meredith
- 1972 A Comparison of Decisions Made on Four ‘Pre-Theoretical’ Problems by Talcott Parsons and Alfred Schultz. [first published in 1960]
- 1972 Studies in the routine grounds of everyday activities. in Studies in social interaction. Edited by D. Sudnow, 1–30. New York: The Free Press. [first published in 1964]
- 1972 Conditions of Successful Degradation Ceremonies. in Symbolic Interactionism. Edited by J. Manis and B. Meltzer, 201–208. New York: Allyn and Bacon
- 1976 An introduction, for novices, to the work of studying naturally organized ordinary activities.
- 1981 The Work of a Discovering Science Construed with Materials from the Optically Discovered Pulsar. Philosophy of the Social Sciences 11: 131–158.
- 2002 Ethnomethodology's program: Working out Durkheim's aphorism. Lanham, MD: Rowman & Littlefield. (Abstract)